# Alegeri pentru Parlamentul European în Spania, 2004
Alegerile pentru Parlamentul European din Spania 2004 au avut loc pe 13 iunie.
Reprezentanța spaniolă a fost redusă la 54 deputați ((în conformitate cu Tratatul de la Nisa, reprezentanța spaniolă a fost redusă la 50 de deputați; cu toate acestea cei 50 care corespund României  și Bulgariei în 2007 au fost distribuiți  între  țările membre în 2004, menținându-se pe perioada întregii legislaturi; Spaniei i s-a cuvenit patru deputați)..
În conformitate cu prevederile din Legea Organică a 5/1985, din 19 iunie, privind Regimul Electoral General (articolul 214), nu există decât o circumscripție fără prag electoral (procent minim să fie atribuite de locuri, în general, în limba spaniolă este de 3%).
31 candidaturi au fost depuse.

## Rezultate
Participarea a crescut la 45.14%, aproape 17 puncte mai puțin decât în alegerilor pentru Parlamentul European 1994 (Spania), astfel încât au fost alegerile europene, cu participarea mai puțin în Spania până la acea dată. Din voturile exprimate, 0,98% au fost nule. Din cele valide, 0,61% au fost goale. Numărul de voturi pentru candidaturi a fost  de 15.417.268.
Din cele 31 de cereri depuse, doar cinci au fost de reprezentare. Partidul cu  cele  mai multe voturi, ca și în alegerilor generale precedente este PSOE, lăsând Partidul Popular în locul al doilea. Ambele părți au îmbunătățit performanțele lor față de ultimele alegeri europene:PSOE și PP opt puncte într-un an și jumătate. Cu toate acestea, PP a fost cel mai votat în toate regiunile spaniole, cu excepția  Andaluzia, Aragon, Asturias, Catalonia și Extremadura (unde a fost PSOE) și Țara Bascilor (Galeusca - popoarele din Europa). Izquierda Unida/Unitatea Stângă a continuat caderea lui de la al treilea la al patrulea loc. Bipartidismul  este accentuat din nou prin adăugarea PP și PSOE 84.67% din voturi, în comparație cu 75.07 la alegerile europene anterioare.
Rezultatele  candidaților  care au obținut mai mult de 1% din voturile dobândite sau pierdute, reprezentate  în alegerile anterioare au fost după cum urmează:
| ← Alegeri pentru Parlamentul European-2004 → |                        |           |        |     |     |
| Candidați                                    | Voturi                 | %         | Scaune | +/- |     |
| Partidul Socialist Muncitoresc Spaniola      | Josep Borrell          | 6.741.112 | 43,46  | 25  | +1  |
| Partidul Popular (Spania)b                   | Jaime Mayor Oreja      | 6.393.192 | 41,21  | 24  | -3b |
| Galeusca - popoarele din Europa              | Ignasi Guardans        | 798.816   | 5,15   | 2   | -3c |
| Unitatea Stângă (Spania)d                    | Willy Meyer            | 643.136   | 4,715  | 2   | -2  |
| Popoarele europene                           | Bernat Joan            | 380.709   | 2,45   | 1   | -1e |
| Coaliția Europeană                           | Alejandro Rojas-Marcos | 197.231   | 1,27   | 0   | -2  |
| Euskal Herritarrok                           |                        | N/A       | N/A    | 0   | -1  |

a Include Candidații Verzilor.

b Include Uniunea Pueblo Navarro/Satele Navarro.

c Dacă avem în vedere suma Convergència i Unio și Coaliții naționaliste - Europa popoarelor.

d Include Inițiativa Catalunya-Verds, Esquerra Unida și alternativa, Ezker Batua Berdeak, Republica de Stânga, Blocul Asturies, Socialist Independent Extremadura, Els de les Illes Balears Verds, Alternativa Verde  și Rosu Verde.

e Având în vedere Coaliția Naționalistă - Europa popoarelot.

## Deputații europeni ai legislaturii 2004-2009
Lista deputaților spanioli ai legislaturii 2004-2009:
| Nume                                  | Partid                                          | Țară   |
| ------------------------------------- | ----------------------------------------------- | ------ |
| Inés Ayala Sender                     | Partidul Socialist European                     | Spania |
| María del Pilar Ayuso González        | Partidul Popular European                       | Spania |
| Maria Badia i Cutchet                 | Partidul Socialist European                     | Spania |
| Enrique Barón Crespo                  | Partidul Socialist European                     | Spania |
| Josep Borrell Fontelles               | Partidul Socialist European                     | Spania |
| Carlos Carnero González               | Partidul Socialist European                     | Spania |
| Pilar del Castillo Vera               | Partidul Popular European                       | Spania |
| Alejandro Cercas                      | Partidul Socialist European                     | Spania |
| Agustín Díaz de Mera García Consuegra | Partidul Popular European                       | Spania |
| Rosa Díez González                    | Partidul Socialist European                     | Spania |
| Bárbara Dührkop Dührkop               | Partidul Socialist European                     | Spania |
| Fernando Fernández Martín             | Partidul Popular European                       | Spania |
| Carmen Fraga Estévez                  | Partidul Popular European                       | Spania |
| Gerardo Galeote                       | Partidul Popular European                       | Spania |
| José Manuel García-Margallo y Marfil  | Partidul Popular European                       | Spania |
| Iratxe García Pérez                   | Partidul Socialist European                     | Spania |
| Salvador Garriga Polledo              | Partidul Popular European                       | Spania |
| Luis de Grandes Pascual               | Partidul Popular European                       | Spania |
| Martí Grau Segú                       | Partidul Socialist European                     | Spania |
| Ignasi Guardans Cambó                 | Partidul European Liberal Democrat și Reformist | Spania |
| Cristina Gutiérrez-Cortines           | Partidul Popular European                       | Spania |
| David Hammerstein Mintz               | Partidul European Verde                         | Spania |
| Esther Herranz García                 | Partidul Popular European                       | Spania |
| Luis Herredo-Tejedor                  | Partidul Popular European                       | Spania |
| Mikel Irujo Amezaga                   | Alianța Liberă Europeană                        | Spania |
| Carlos José Iturgaiz Angulo           | Partidul Popular European                       | Spania |
| Antonio López-Istúriz White           | Partidul Popular European                       | Spania |
| Migel Angel Martínez Martínez         | Partidul Socialist European                     | Spania |
| Antonio Masip Hidalgo                 | Partidul Socialist European                     | Spania |
| Ana Mato Adrover                      | Partidul Popular European                       | Spania |
| Jaime Mayor Oreja                     | Partidul Popular European                       | Spania |
| Manuel Medina Ortega                  | Partidul Socialist European                     | Spania |
| Íñigo Méndez de Vigo                  | Partidul Popular European                       | Spania |
| Emilio Menéndez del Valle             | Partidul Socialist European                     | Spania |
| Willy Meyer Pleite                    | Partidul European de Stânga                     | Spania |
| Rosa Miguélez Ramos                   | Partidul Socialist European                     | Spania |
| Francisco José Millán Mon             | Partidul Popular European                       | Spania |
| Cristóbal Montoro Romero              | Partidul Popular European                       | Spania |
| Javier Moreno Sánchez                 | Partidul Popular European                       | Spania |
| Raimon Obiols i Germà                 | Partidul Socialist European                     | Spania |
| Josu Ortuondo Larrea                  | Partidul European Liberal Democrat și Reformist | Spania |
| Francisca Pleguezuelos Aguilar        | Partidul Socialist European                     | Spania |
| José Javier Pomés Ruiz                | Partidul Popular European                       | Spania |
| Teresa Riera Madurell                 | Partidul Socialist European                     | Spania |
| Raül Romeva i Rueda                   | Partidul European Verde                         | Spania |
| Luisa Fernanda Rudi Ubeda             | Partidul Popular European                       | Spania |
| José Ignacio Salafranca Sánchez-Neyra | Partidul Popular European                       | Spania |
| María Isabel Salinas García           | Partidul Socialist European                     | Spania |
| Antolín Sánchez Presedo               | Partidul Socialist European                     | Spania |
| María Sornosa Martínez                | Partidul Socialist European                     | Spania |
| Elena Valenciano Martínez-Orozco      | Partidul Socialist European                     | Spania |
| Daniel Varela Suanzes-Carpegna        | Partidul Popular European                       | Spania |
| Alejo Vidal-Quadras                   | Partidul Popular European                       | Spania |
| Luis Yáñez-Barnuevo                   | Partidul Socialist European                     | Spania |